# Cmentarz żydowski w Brnie

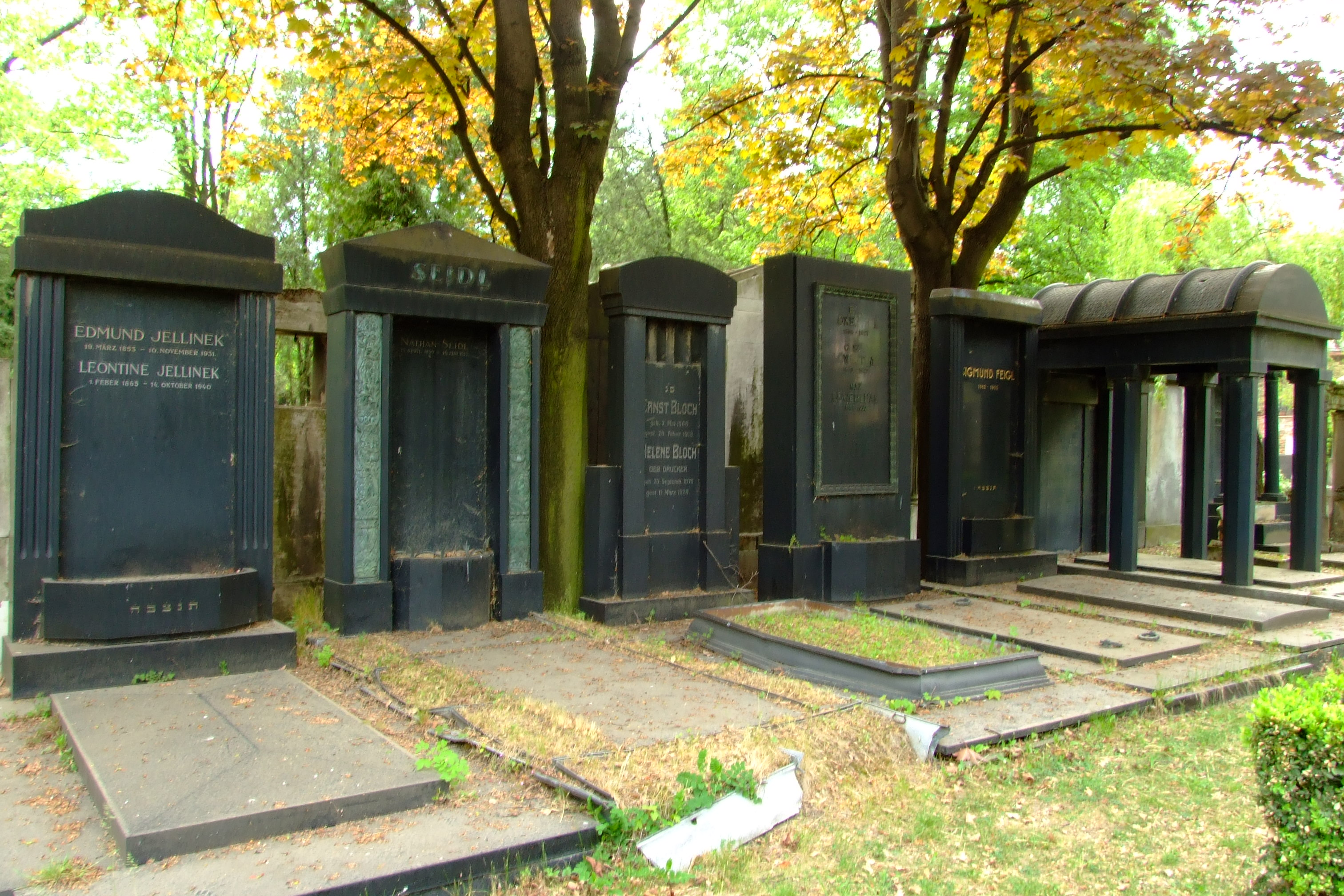
Grobowce zamożnych rodzin żydowskich

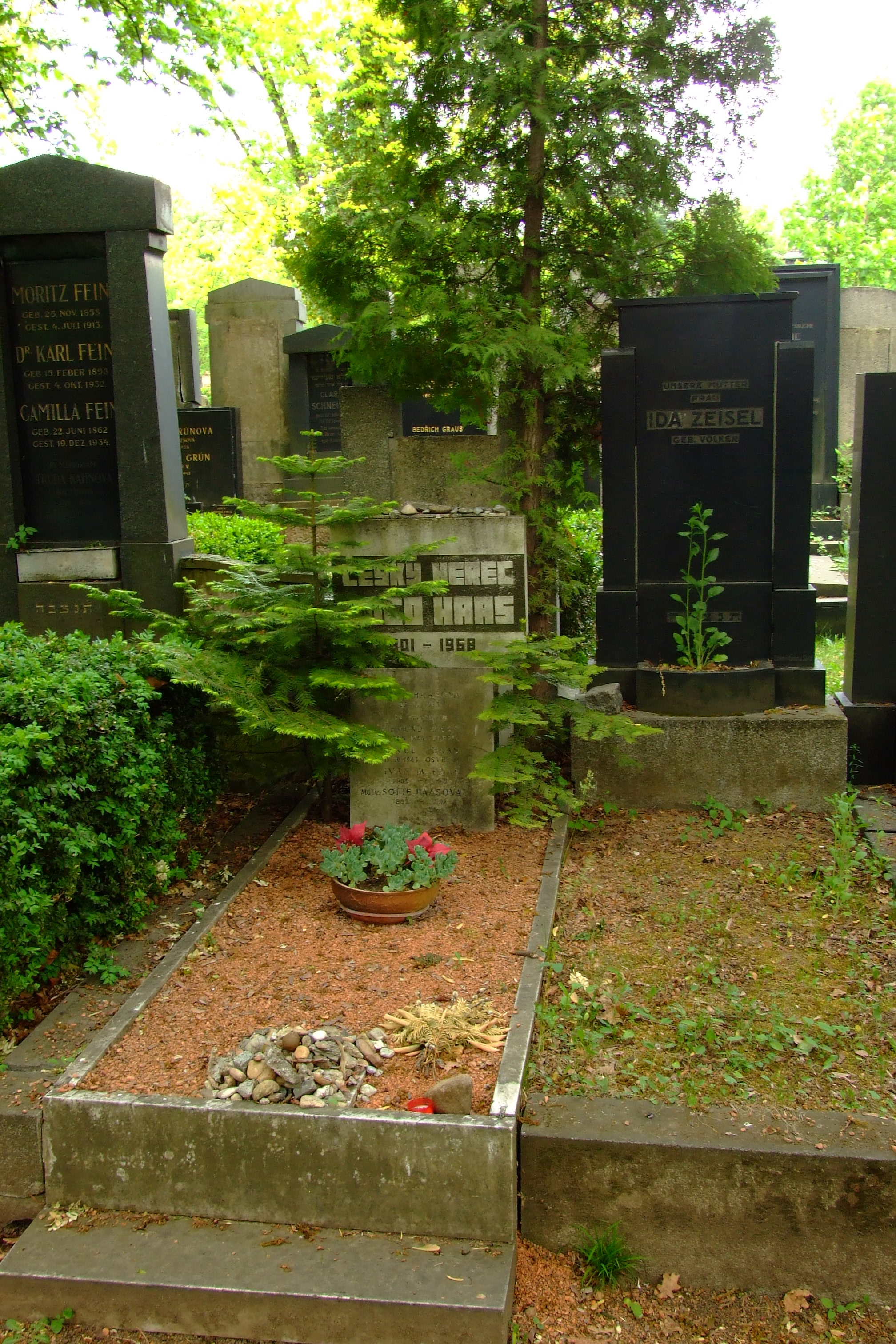
Nagrobek Hugo Haasa

Cmentarz żydowski w Brnie-Židenicach – jest największym i jednym z najlepiej zachowanych cmentarzem żydowskim na Morawach.
Jego historia sięga 1852 roku, kiedy to gmina żydowska zakupiła teren pod przyszły cmentarz. W tym samym roku był on już gotowy dla pochówków. W 1900 roku postawiono neoromański dom przedpogrzebowy. Na cmentarzu znajduje się 9000 macew, wśród pochowanych jest znany aktor Hugo Haas. Cmentarz jest chronionym zabytkiem kultury